# Leopold Damrosch
Leopold Damrosch (Poznań, 22 ottobre 1832 – New York, 15 febbraio 1885) è stato un compositore, direttore d'orchestra e violinista tedesco.

## Biografia
Nacque in Prussia, figlio di padre ebreo (Heinrich Damrosch) e di madre luterana.
Leopold Damrosch fu battezzato luterano quando sposò sua moglie, l'ex cantante d'opera Helene von Heimburg.
Incominciò la sua educazione musicale alla età di nove anni, imparando a suonare il violino. Su consiglio dei suoi genitori entrò alla Humboldt Universität di Berlino dove si laureò in medicina. 
Nel tempo libero continuò a studiare violino con Hubert Ries e composizione con Siegfried Wilhelm Dehn.
Amico di Liszt, divenne solista dell'orchestra Granducale di Weimar.

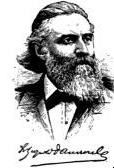
Leopold Damsrosch (autoritratto)

Successivamente ottenne la nomina di direttore a Breslavia, e nel 1871 emigrò negli Stati Uniti dove istituì la Symphony Society a New York; nel 1874 diresse Sansone (Händel), Messiah e nel 1880 La damnation de Faust.
Debuttò al Metropolitan Opera House di New York il 17 novembre 1884 nella serata d'apertura della stagione dirigendo Tannhäuser (opera); diresse il Met fino al 9 febbraio 1885.
Anche i figli Walter Johannis e Frank sono stati apprezzati compositori e direttori d'orchestra.
Tra le sue opere principali vanno annoverate cantate, sinfonie, concerti.